# اچ‌ام‌ای‌اس کانیمبلا (سی۷۸)
اچ‌ام‌ای‌اس کانیمبلا (سی۷۸) (به انگلیسی: HMAS Kanimbla (C78)) یک کشتی بود که طول آن ۴۶۸٫۸ فوت (۱۴۲٫۹ متر) بود. این کشتی در سال ۱۹۳۵ ساخته شد.